# Hrádecký potok (přítok Ohře)
Hrádecký potok je levostranný přítok Ohře v Českém středohoří a Dolnooharské tabuli v okrese Louny v Ústeckém kraji. 
Délka toku měří 19,3 km, plocha povodí činí 74,4 km².

## Průběh toku
Potok pramení v nadmořské výšce 350 metrů v Českém středohoří v CHKO České středohoří. Jeho pramen se nachází u jižního okraje zástavby vesnice Lahovice. Vodní tok směřuje nejprve jižním až jihozápadním směrem. Před obcí Libčeves podtéká silnici I/15, v Libčevsi se na malé návrší zvedá nad jeho levým břehem ruina zámku Libčeves. Tok pokračuje k severnímu okraji vesnice Charvatce a dále k obci Raná. Nedaleko letiště Raná teče při západní hranici CHKO České středohoří. Protéká jihovýchodním okrajem intravilánu obce Břvany poblíž minerálky Praga. Za obcí podtéká železniční trať z Mostu do Loun, opouští České středohoří a dále již teče v Dolnooharské tabuli. Před obcí Lenešice opouští i území CHKO České středohoří, napájí soustavu rybníků a za obcí Lenešice se zleva vlévá do Ohře na jejím 58,6 říčním kilometru.